# Children's Hour
Children's Hour, inizialmente noto come The Children's Hour, è stata per molto tempo la principale trasmissione radiofonica della BBC dedicata ai più piccoli.
Il programma veniva trasmesso dal 1922 dalla stazione di Birmingham 5IT su vari network locali prima di approdare nel BBC Regional Programme e infine nel nuovo BBC Home Service. Il titolo deriva dall'omonima poesia di Henry Wadsworth Longfellow.